# ویلانوا دسکورنالبئو
ویلانوا دسکورنالبئو (به اسپانیایی: Vilanova d'Escornalbou) یک منطقهٔ مسکونی در اسپانیا است که در بایش کمپ واقع شده‌است. ویلانوا دسکورنالبئو ۱۷٫۲ کیلومتر مربع مساحت و ۵۴۰ نفر جمعیت دارد.